# Lista parków krajobrazowych w Polsce
Lista parków krajobrazowych w Polsce – zestawienie parków krajobrazowych w Polsce.
| Ilustracja | Park Krajobrazowy                                   | Data utworzenia | Powierzchnia | Powierzchnia otuliny | Mezoregiony | Województwo                                            |
| ---------- | --------------------------------------------------- | --------------- | ------------ | -------------------- | --- | ------------------------------------------------------ |
|            | Barlinecki                                          | 13.11.1991      | 116,94 km²   | 188,09 km²           | Pojezierze Choszczeńskie Pojezierze Myśliborskie Równina Pyrzycka                                              | zachodniopomorskie                                     |
|            | Beskidu Małego                                      | 11.07.1998      | 257,7 km²    | 227,58 km²           | Beskid Mały | małopolskie · śląskie                                  |
|            | Beskidu Śląskiego                                   | 11.07.1998      | 386,2 km²    | 222,85 km²           | Beskid Śląski                                                                                                  | śląskie                                                |
|            | Bielańsko-Tyniecki                                  | 2.12.1981       | 63,59 km²    | 97,66 km²            | Obniżenie Cholerzyńskie Pomost Krakowski Rów Skawiński                                                         | małopolskie                                            |
|            | Bolimowski                                          | 14.11.1986      | 205,12 km²   | 31,02 km²            | Równina Łowicko-Błońska Wysoczyzna Rawska                                                                      | łódzkie · mazowieckie                                  |
|            | Brodnicki                                           | 29.03.1985      | 169,36 km²   | –                    | Pojezierze Brodnickie Dolina Drwęcy                                                                            | kujawsko-pomorskie · warmińsko-mazurskie               |
|            | Brudzeński                                          | 9.06.1988       | 31,71 km²    | 43,97 km²            | Równina Urszulewska                                                                                            | mazowieckie                                            |
|            | Cedyński                                            | 1.04.1993       | 308,5 km²    | 531,2 km²            | Dolina Dolnej Odry Kotlina Freienwaldzka Pojezierze Myśliborskie Równina Gorzowska                             | zachodniopomorskie                                     |
|            | Chełmiński                                          | 13.06.1998      | 223,36 km²   | –                    | Dolina Fordońska Pojezierze Chełmińskie                                                                        | kujawsko-pomorskie                                     |
|            | Chełmski                                            | 23.03.1983      | 164,57 km²   | 108,78 km²           | Pagóry Chełmskie Obniżenie Dubieńskie                                                                          | lubelskie                                              |
|            | Chełmy                                              | 15.07.1992      | 159,91 km²   | 124,71 km²           | Pogórze Kaczawskie Pogórze Wałbrzyskie Równina Chojnowska                                                      | dolnośląskie                                           |
|            | Chęcińsko-Kielecki                                  | 2.12.1996       | 197,82 km²   | 80,03 km²            | Dolina Nidy Góry Świętokrzyskie Pasmo Przedborsko-Małogoskie                                                   | świętokrzyskie                                         |
|            | Chojnowski                                          | 1.06.1993       | 67,96 km²    | 47,27 km²            | Dolina Środkowej Wisły Równina Warszawska                                                                      | mazowieckie                                            |
|            | Ciężkowicko-Rożnowski                               | 16.11.1995      | 182,47 km²   | –                    | Pogórze Ciężkowickie Pogórze Rożnowskie                                                                        | małopolskie                                            |
|            | Cisowsko-Orłowiński                                 | 10.06.1988      | 206,93 km²   | 253,36 km²           | Góry Świętokrzyskie Pogórze Szydłowskie                                                                        | świętokrzyskie                                         |
|            | Ciśniańsko-Wetliński                                | 27.03.1992      | 514,61 km²   | –                    | Bieszczady Zachodnie                                                                                           | podkarpackie                                           |
|            | Cysterskie Kompozycje Krajobrazowe Rud Wielkich     | 4.01.1994       | 493,87 km²   | 140,1 km²            | Brama Raciborska Kotlina Raciborska Obniżenie Bojszowa Płaskowyż Rybnicki Równina Pszczyńska                   | śląskie                                                |
|            | Czarnorzecko-Strzyżowski                            | 16.03.1993      | 256,54 km²   | 340,74 km²           | Pogórze Dynowskie Pogórze Strzyżowskie                                                                         | podkarpackie                                           |
|            | Dłubniański                                         | 2.12.1981       | 111,58 km²   | 114,09 km²           | Wyżyna Miechowska Wyżyna Olkuska Płaskowyż Proszowicki                                                         | małopolskie                                            |
|            | Dolina Baryczy                                      | 1.07.1997       | 863,37 km²   | –                    | Kotlina Milicka Kotlina Żmigrodzka Wysoczyzna Kaliska Wzgórza Twardogórskie                                    | dolnośląskie · wielkopolskie                           |
|            | Dolina Bystrzycy                                    | 27.10.1998      | 85,7 km²     | –                    | Równina Świdnicka Równina Wrocławska                                                                           | dolnośląskie                                           |
|            | Dolina Dolnej Odry                                  | 1.04.1993       | 60,09 km²    | 11,4 km²             | Dolina Dolnej Odry                                                                                             | zachodniopomorskie                                     |
|            | Dolina Jezierzycy                                   | 12.08.1994      | 79,53 km²    | –                    | Obniżenie Ścinawskie Wysoczyzna Rościsławska                                                                   | dolnośląskie                                           |
|            | Dolina Kamionki                                     | 25.04.1986      | 20,47 km²    | –                    | Pojezierze Poznańskie Równina Nowotomyska                                                                      | wielkopolskie                                          |
|            | Dolina Słupi                                        | 8.12.1981       | 370,4 km²    | 831,7 km²            | Pojezierze Bytowskie Równina Słupska Wysoczyzna Polanowska                                                     | pomorskie                                              |
|            | Dolinki Krakowskie                                  | 2.12.1981       | 206,86 km²   | 130,17 km²           | Wyżyna Olkuska Rów Krzeszowicki                                                                                | małopolskie                                            |
|            | Doliny Bobru                                        | 16.11.1989      | 109,43 km²   | 125,52 km²           | Góry Kaczawskie Pogórze Izerskie Pogórze Kaczawskie                                                            | dolnośląskie                                           |
|            | Doliny Sanu                                         | 27.03.1992      | 277,28 km²   | –                    | Bieszczady Zachodnie                                                                                           | podkarpackie                                           |
|            | Drawski                                             | 24.04.1979      | 383,6 km²    | 235,6 km²            | Pojezierze Drawskie                                                                                            | zachodniopomorskie                                     |
|            | im. gen. Dezyderego Chłapowskiego                   | 1.12.1992       | 173,23 km²   | –                    | Pojezierze Krzywińskie Równina Kościańska                                                                      | wielkopolskie                                          |
|            | Gorzowski                                           | 13.11.1991      | 122,62 km²   | 126,56 km²           | Równina Gorzowska                                                                                              | lubuskie                                               |
|            | Gostynińsko-Włocławski                              | 5.04.1979       | 389,5 km²    | 141,95 km²           | Kotlina Płocka                                                                                                 | kujawsko-pomorskie · mazowieckie                       |
|            | Gór Słonnych                                        | 27.03.1992      | 561,88 km²   | –                    | Góry Sanocko-Turczańskie Pogórze Przemyskie                                                                    | podkarpackie                                           |
|            | Gór Sowich                                          | 13.12.1991      | 81,41 km²    | –                    | Góry Sowie | dolnośląskie                                           |
|            | Góra Św. Anny                                       | 26.05.1988      | 50,51 km²    | 63,74 km²            | Chełm | opolskie                                               |
|            | Góry Łosiowe                                        | 29.06.2018      | 48,6 km²     | –                    | Dolina Kwidzyńska Kotlina Grudziądzka Pojezierze Łasińskie                                                     | kujawsko-pomorskie                                     |
|            | Góry Opawskie                                       | 26.05.1988      | 49,03 km²    | 50,33 km²            | Góry Opawskie Przedgórze Paczkowskie                                                                           | opolskie                                               |
|            | Górznieńsko-Lidzbarski                              | 14.11.1990      | 275,31 km²   | –                    | Garb Lubawski Pojezierze Dobrzyńskie Równina Urszulewska                                                       | kujawsko-pomorskie · mazowieckie · warmińsko-mazurskie |
|            | Gryżyński                                           | 15.05.1996      | 30,65 km²    | 79,11 km²            | Dolina Środkowej Odry Pojezierze Łagowskie Równina Torzymska                                                   | lubuskie                                               |
|            | Iński                                               | 4.11.1981       | 177,63 km²   | 262,4 km²            | Pojezierze Ińskie                                                                                              | zachodniopomorskie                                     |
|            | Jaśliski                                            | 27.03.1992      | 258,78 km²   | –                    | Beskid Niski                                                                                                   | podkarpackie                                           |
|            | Jeleniowski                                         | 10.06.1988      | 42,18 km²    | 106,38 km²           | Góry Świętokrzyskie                                                                                            | świętokrzyskie                                         |
|            | Kaszubski                                           | 15.06.1983      | 332,02 km²   | 324,94 km²           | Pojezierze Kaszubskie                                                                                          | pomorskie                                              |
|            | Kazimierski                                         | 27.04.1979      | 149,74 km²   | 246,44 km²           | Małopolski Przełom Wisły Płaskowyż Nałęczowski Równina Bełżycka Równina Radomska                               | lubelskie                                              |
|            | Kozienicki                                          | 28.06.1983      | 262,34 km²   | 360,1 km²            | Dolina Środkowej Wisły Równina Kozienicka                                                                      | mazowieckie                                            |
|            | Kozłowiecki                                         | 26.02.1990      | 61,21 km²    | 74,32 km²            | Wysoczyzna Lubartowska                                                                                         | lubelskie                                              |
|            | Kozubowski                                          | 19.12.1986      | 61,69 km²    | 65,92 km²            | Garb Wodzisławski                                                                                              | świętokrzyskie                                         |
|            | Krajeński                                           | 20.10.1998      | 749,85 km²   | –                    | Pojezierze Południowokrajeńskie Pojezierze Północnokrajeńskie                                                  | kujawsko-pomorskie                                     |
|            | Krasnobrodzki                                       | 11.06.1988      | 93,9 km²     | 307,94 km²           | Roztocze Środkowe                                                                                              | lubelskie                                              |
|            | Krzczonowski                                        | 26.02.1990      | 124,21 km²   | 138,54 km²           | Wyniosłość Giełczewska                                                                                         | lubelskie                                              |
|            | Krzesiński                                          | 5.08.1998       | 85,46 km²    | –                    | Dolina Środkowej Odry Równina Torzymska Wzniesienia Gubińskie                                                  | lubuskie                                               |
|            | Książański                                          | 28.10.1981      | 31,55 km²    | 59,33 km²            | Pogórze Wałbrzyskie                                                                                            | dolnośląskie                                           |
|            | Lasy Janowskie                                      | 3.10.1984       | 401,22 km²   | 605,37 km²           | Równina Biłgorajska                                                                                            | lubelskie · podkarpackie                               |
|            | Lasy nad Górną Liswartą                             | 21.12.1998      | 387,31 km²   | 124,03 km²           | Obniżenie Liswarty Próg Herbski Próg Woźnicki                                                                  | śląskie                                                |
|            | Lednicki                                            | 26.05.1988      | 76,18 km²    | –                    | Pojezierze Gnieźnieńskie                                                                                       | wielkopolskie                                          |
|            | Łagowsko-Sulęciński                                 | 30.04.1985      | 54,39 km²    | 65,55 km²            | Pojezierze Łagowskie Równina Torzymska                                                                         | lubuskie                                               |
|            | Łomżyński                                           | 10.12.1994      | 73,68 km²    | 122,29 km²           | Bory Dolnośląskie Kotlina Zasiecka Wał Mużakowski Wzniesienia Żarskie                                          | podlaskie                                              |
|            | Łuk Mużakowa                                        | 25.10.2001      | 187,14 km²   | –                    | Bory Dolnośląskie Kotlina Zasiecka Wał Mużakowski Wzniesienia Żarskie                                          | lubuskie                                               |
|            | Mazowiecki                                          | 17.12.1987      | 157,1 km²    | 79,92 km²            | Dolina Środkowej Wisły Równina Garwolińska Równina Wołomińska                                                  | mazowieckie                                            |
|            | Mazurski                                            | 5.12.1977       | 536,55 km²   | 186,08 km²           | Kraina Wielkich Jezior Mazurskich Pojezierze Mrągowskie Równina Mazurska                                       | warmińsko-mazurskie                                    |
|            | Miedzichowski                                       | 25.04.1986      | 14,32 km²    | –                    | Bruzda Zbąszyńska Równina Nowotomyska                                                                          | wielkopolskie                                          |
|            | Mierzeja Wiślana                                    | 26.04.1985      | 44,1 km²     | 227,03 km²           | Mierzeja Wiślana                                                                                               | pomorskie                                              |
|            | Międzyrzecza Warty i Widawki                        | 14.09.1989      | 253,3 km²    | –                    | Kotlina Szczercowska Kotlina Sieradzka Międzyrzecze Pysznej i Niecieczy Wysoczyzna Łaska Wysoczyzna Złoczewska | łódzkie                                                |
|            | Nadbużański                                         | 12.11.1993      | 741,37 km²   | 395,35 km²           | Dolina Dolnego Bugu Dolina Dolnej Narwi Podlaski Przełom Bugu Równina Wołomińska Wysoczyzna Siedlecka          | mazowieckie                                            |
|            | Nadgoplański Park Tysiąclecia                       | 11.08.1993      | 130,58 km²   | –                    | Pojezierze Żnińsko-Mogileńskie                                                                                 | kujawsko-pomorskie · wielkopolskie                     |
|            | Nadmorski                                           | 5.01.1978       | 188,04 km²   | 175,4 km²            | Mierzeja Helska Pobrzeże Kaszubskie Wybrzeże Słowińskie                                                        | pomorskie                                              |
|            | Nadnidziański                                       | 19.12.1986      | 228,89 km²   | 263,12 km²           | Dolina Nidy Garb Pińczowski Niecka Połaniecka Niecka Solecka                                                   | świętokrzyskie                                         |
|            | Nadwarciański                                       | 19.10.1995      | 134,28 km²   | –                    | Dolina Konińska Kotlina Śremska                                                                                | wielkopolskie                                          |
|            | Nadwieprzański                                      | 26.02.1990      | 62,28 km²    | 114,73 km²           | Obniżenie Dorohuckie Płaskowyż Świdnicki                                                                       | lubelskie                                              |
|            | Nadwiślański                                        | 24.08.1993      | 333,07 km²   | –                    | Dolina Fordońska Dolina Kwidzyńska Kotlina Grudziądzka Kotlina Toruńska Wysoczyzna Świecka                     | kujawsko-pomorskie                                     |
|            | Orlich Gniazd                                       | 20.06.1980      | 608,07 km²   | 587,52 km²           | Kotlina Siewierza Obniżenie Górnej Warty Wyżyna Częstochowska Wyżyna Olkuska                                   | małopolskie · śląskie                                  |
|            | Pasma Brzanki                                       | 16.11.1995      | 154,27 km²   | –                    | Pogórze Ciężkowickie                                                                                           | małopolskie · podkarpackie                             |
|            | Podlaski Przełom Bugu                               | 25.08.1994      | 309,04 km²   | 171,31 km²           | Podlaski Przełom Bugu Równina Łukowska Wysoczyzna Siedlecka                                                    | lubelskie · mazowieckie                                |
|            | Pogórza Przemyskiego                                | 1.01.1992       | 605,61 km²   | –                    | Pogórze Dynowskie Pogórze Przemyskie                                                                           | podkarpackie                                           |
|            | Pojezierze Łęczyńskie                               | 26.02.1990      | 118,16 km²   | 140,95 km²           | Pojezierze Łęczyńsko-Włodawskie                                                                                | lubelskie                                              |
|            | Pojezierza Iławskiego                               | 8.06.1993       | 250,45 km²   | 180,38 km²           | Pojezierze Dzierzgońsko-Morąskie Pojezierze Łasińskie Równina Iławska                                          | pomorskie · warmińsko-mazurskie                        |
|            | Poleski                                             | 23.03.1983      | 51,13 km²    | 169,54 km²           | Garb Włodawski Pojezierze Łęczyńsko-Włodawskie                                                                 | lubelskie                                              |
|            | Południoworoztoczański                              | 8.08.1989       | 208,16 km²   | –                    | Płaskowyż Tarnogrodzki Roztocze Środkowe Roztocze Wschodnie                                                    | lubelskie · podkarpackie                               |
|            | Popradzki                                           | 11.09.1987      | 534,19 km²   | 250,63 km²           | Beskid Sądecki Pogórze Popradzkie                                                                              | małopolskie                                            |
|            | Powidzki                                            | 16.12.1998      | 248,87 km²   | –                    | Pojezierze Żnińsko-Mogileńska Równina Wrzesińska                                                               | wielkopolskie                                          |
|            | Promno                                              | 20.09.1993      | 33,64 km²    | 23,8 km²             | Równina Wrzesińska                                                                                             | wielkopolskie                                          |
|            | Przedborski                                         | 27.05.1988      | 165,5 km²    | 184,65 km²           | Pasmo Przedborsko-Małogoskie Wzgórza Łopuszańskie Wzgórza Opoczyńskie                                          | łódzkie · świętokrzyskie                               |
|            | Przemęcki                                           | 10.12.1991      | 214,5 km²    | –                    | Dolina Środkowej Obry Pojezierze Krzywińskie Pojezierze Sławskie Równina Kościańska                            | lubuskie · wielkopolskie                               |
|            | Przemkowski                                         | 27.07.1997      | 223,4 km²    | 154,67 km²           | Bory Dolnośląskie Równina Legnicka Równina Przemkowska                                                         | dolnośląskie                                           |
|            | Pszczewski                                          | 25.04.1986      | 97,24 km²    | –                    | Bruzda Zbąszyńska Pojezierze Poznańskie                                                                        | lubuskie                                               |
|            | Puszcza Zielonka                                    | 20.09.1993      | 122,02 km²   | 95,39 km²            | Pojezierze Gnieźnieńskie                                                                                       | wielkopolskie                                          |
|            | Puszczy Knyszyńskiej im. prof. Witolda Sławińskiego | 24.05.1988      | 728,6 km²    | 538,28 km²           | Wysoczyzna Białostocka Wzgórza Sokólskie                                                                       | podlaskie                                              |
|            | Puszczy Rominckiej                                  | 14.01.1998      | 146,2 km²    | 79,42 km²            | Pojezierze Wschodniosuwalskie Pojezierze Zachodniosuwalskie Puszcza Romincka                                   | warmińsko-mazurskie                                    |
|            | Puszczy Solskiej                                    | 29.06.1988      | 288,95 km²   | 165,52 km²           | Roztocze Środkowe Roztocze Wschodnie Równina Biłgorajska                                                       | lubelskie · podkarpackie                               |
|            | Rogaliński                                          | 23.07.1997      | 126,83 km²   | –                    | Kotlina Śremska Poznański Przełom Warty Równina Kościańska Równina Wrzesińska                                  | wielkopolskie                                          |
|            | Rudawski                                            | 16.11.1989      | 157,05 km²   | 66 km²               | Brama Lubawska Góry Kaczawskie Kotlina Jeleniogórska Rudawy Janowickie                                         | dolnośląskie                                           |
|            | Rudniański                                          | 2.12.1981       | 59,1 km²     | 66,94 km²            | Dolina Górnej Wisły Garb Tenczyński Obniżenie Cholerzyńskie Rów Skawiński                                      | małopolskie                                            |
|            | Sieradowicki                                        | 10.06.1988      | 122,52 km²   | 158,93 km²           | Góry Świętokrzyskie Płaskowyż Suchedniowski                                                                    | świętokrzyskie                                         |
|            | Sierakowski                                         | 12.08.1991      | 309,18 km²   | –                    | Kotlina Gorzowska Pojezierze Poznańskie                                                                        | wielkopolskie                                          |
|            | Skierbieszowski                                     | 23.01.1995      | 353,64 km²   | 126,25 km²           | Działy Grabowieckie Padół Zamojski                                                                             | lubelskie                                              |
|            | Sobiborski                                          | 23.03.1983      | 100 km²      | 95 km²               | Dolina Środkowego Bugu Pojezierze Łęczyńsko-Włodawskie                                                         | lubelskie                                              |
|            | Spalski                                             | 28.10.1995      | 131,1 km²    | 241,34 km²           | Dolina Białobrzeska Równina Piotrkowska Równina Radomska Wzgórza Opoczyńskie                                   | łódzkie                                                |
|            | Stawki                                              | 17.06.1982      | 17,32 km²    | –                    | Niecka Przyrowska Wyżyna Częstochowska                                                                         | śląskie                                                |
|            | Stobrawski                                          | 3.11.1999       | 526,37 km²   | –                    | Pradolina Wrocławska Równina Oleśnicka Równina Opolska                                                         | opolskie                                               |
|            | Strzelecki                                          | 23.03.1983      | 120,26 km²   | 114,86 km²           | Grzęda Horodelska Obniżenie Dubieńskie                                                                         | lubelskie                                              |
|            | Suchedniowsko-Oblęgorski                            | 10.06.1988      | 198,95 km²   | 275,14 km²           | Góry Świętokrzyskie Płaskowyż Suchedniowski                                                                    | świętokrzyskie                                         |
|            | Sudetów Wałbrzyskich                                | 29.12.1998      | 64,93 km²    | 28,95 km²            | Góry Kamienne Góry Wałbrzyskie                                                                                 | dolnośląskie                                           |
|            | Sulejowski                                          | 20.08.1994      | 170,26 km²   | 364,11 km²           | Równina Piotrkowska Wzgórza Opoczyńskie                                                                        | łódzkie                                                |
|            | Suwalski                                            | 12.01.1976      | 63,38 km²    | 93,06 km²            | Pojezierze Wschodniosuwalskie                                                                                  | podlaskie                                              |
|            | Szaniecki                                           | 19.12.1986      | 112,9 km²    | 137,57 km²           | Garb Pińczowski Niecka Połaniecka Niecka Solecka                                                               | świętokrzyskie                                         |
|            | Szczebrzeszyński                                    | 2.03.1991       | 193,71 km²   | –                    | Padół Zamojski Roztocze Środkowe Roztocze Zachodnie                                                            | lubelskie                                              |
|            | Szczeciński                                         | 4.11.1981       | 90,96 km²    | 118,42 km²           | Równina Wełtyńska Wzgórza Bukowe                                                                               | zachodniopomorskie                                     |
|            | Ślężański                                           | 30.08.1988      | 81,9 km²     | 74,5 km²             | Masyw Ślęży Równina Wrocławska                                                                                 | dolnośląskie                                           |
|            | Śnieżnicki                                          | 9.11.1981       | 288 km²      | 149 km²              | Masyw Śnieżnika Góry Złote                                                                                     | dolnośląskie                                           |
|            | Tenczyński                                          | 2.12.1981       | 136,58 km²   | 134,14 km²           | Dolina Górnej Wisły Garb Tenczyński Rów Krzeszowicki Pomost Krakowski                                          | małopolskie                                            |
|            | Trójmiejski                                         | 3.05.1979       | 199,3 km²    | 165,42 km²           | Pojezierze Kaszubskie                                                                                          | pomorskie                                              |
|            | Tucholski                                           | 9.12.1985       | 369,83 km²   | 159,46 km²           | Bory Tucholskie Dolina Brdy                                                                                    | kujawsko-pomorskie · pomorskie                         |
|            | Ujście Warty                                        | 14.02.1997      | 194,96 km²   | –                    | Kotlina Freienwaldzka Kotlina Gorzowska Lubuski Przełom Odry Pojezierze Łagowskie                              | lubuskie · zachodniopomorskie                          |
|            | Wdecki                                              | 11.08.1993      | 191,77 km²   | 46,09 km²            | Bory Tucholskie Wysoczyzna Świecka                                                                             | kujawsko-pomorskie                                     |
|            | Wdzydzki                                            | 15.06.1983      | 178,32 km²   | 152,08 km²           | Bory Tucholskie                                                                                                | pomorskie                                              |
|            | Welski                                              | 18.12.1995      | 200,23 km²   | 162,83 km²           | Garb Lubawski Równina Urszulewska                                                                              | warmińsko-mazurskie                                    |
|            | Wiśnicko-Lipnicki                                   | 3.06.1997       | 142,31 km²   | –                    | Pogórze Rożnowskie Pogórze Wiśnickie                                                                           | małopolskie                                            |
|            | Wrzelowiecki                                        | 26.02.1990      | 49,89 km²    | 136,25 km²           | Wzniesienia Urzędowskie                                                                                        | lubelskie                                              |
|            | Wysoczyzny Elbląskiej                               | 26.04.1985      | 134,17 km²   | 229,48 km²           | Wysoczyzna Elbląska Wybrzeże Staropruskie                                                                      | warmińsko-mazurskie                                    |
|            | Wzgórz Dylewskich                                   | 4.01.1994       | 71,7 km²     | 146,64 km²           | Garb Lubawski                                                                                                  | warmińsko-mazurskie                                    |
|            | Wzniesień Łódzkich                                  | 31.12.1996      | 115,8 km²    | 241,34 km²           | Wzniesienia Łódzkie                                                                                            | łódzkie                                                |
|            | Zaborski                                            | 28.02.1990      | 340,26 km²   | –                    | Bory Tucholskie Pojezierze Północnokrajeńskie Równina Charzykowska                                             | pomorskie                                              |
|            | Załęczański                                         | 5.01.1978       | 146,82 km²   | 120,5 km²            | Wyżyna Wieluńska                                                                                               | łódzkie · opolskie · śląskie                           |
|            | Żerkowsko-Czeszewski                                | 17.10.1994      | 157,95 km²   | –                    | Kotlina Śremska Równina Rychwalska Równina Wrzesińska Wał Żerkowski                                            | wielkopolskie                                          |
|            | Żywiecki                                            | 13.03.1986      | 358,7 km²    | 217,9 km²            | Beskid Żywiecko-Kysucki Beskid Żywiecko-Orawski                                                                | śląskie                                                |